# Ryczka (Krasne)
Ryczka – część wsi Krasne w Polsce, położona w województwie lubelskim, w powiecie lubartowskim, w gminie Uścimów, na zachodnim krańcu Parku Krajobrazowego Pojezierze Łęczyńskie.
W latach 1975–1998 Ryczka administracyjnie należała do województwa lubelskiego.